# ألكسندر رايس إستي
ألكسندر رايس إستي (بالإنجليزية: Alexander Rice Esty) هو مهندس معماري أمريكي، ولد في 1826، وتوفي في 1881.